# 인도양모래뱀상어
인도양모래뱀상어(Carcharias tricuspidatus)는 악상어목 치사상어과에 속하는 모래뱀상어의 일종이다. 인도양과 서태평양에서 발견된다.

## 분포 및 서식지
인도와 파키스탄 수역의 인도양에 널리 분포하며, 오스트레일리아와 중국 남부에서도 서식하는 것으로 추정하고 있다. 만과 얕은 해안가에서 서식한다.

## 특징
몸길이는 최대 3.7m까지 자란다.